# Ringo Starr and His All Starr Band Live 2006
Albums de Ringo Starr
Ringo 5.1: The Surround Sound Collection
(2008) Y Not
(2010)
Ringo Starr and His All Starr Band Live 2006 est le 8e album live de Ringo Starr et de son All-Starr Band sorti en 2008. Il a été enregistré en 2006 durant un concert dans le Connecticut. La présente édition du "All-Starr Band" est alors formé, outre son leader, de Billy Squier, Edgar Winter, Hamish Stuart, Richard Marx, Rod Argent et Sheila E.. Mark Hudson, partenaire d'écriture de Ringo depuis plusieurs années, a décliné l'invitation, à une époque où leurs relations étaient plutôt tendues.
La critique et la public ont plutôt ignoré cet album, très proche des précédents albums live du groupe sortis auparavant.

## All-Star-Band
- Ringo Starr : Chant, batterie
- Richard Marx : Guitare, chant, chœurs
- Billy Squier ; Guitare, chant, chœurs
- Hamish Stuart : Basse, chant, chœurs
- Edgar Winter : Claviers, saxophone, chant, chœurs
- Rod Argent : Claviers, chant, chœurs
- Sheila E. : Batterie, percussions, chant, chœurs

## Liste des chansons
| No  | Titre                              | Auteur                                       | Durée |
| --- | ---------------------------------- | -------------------------------------------- | ----- |
| 1.  | Introduction                       | Paul McCartney, John Lennon, Richard Starkey | 3:57  |
| 2.  | What Goes On                       | Paul McCartney, John Lennon, Richard Starkey | 3:12  |
| 3.  | Honey Don't                        | Carl Perkins                                 | 2:35  |
| 4.  | Everybody Wants You                | Billy Squier                                 | 5:20  |
| 5.  | Free Ride                          | Daniel Earl Hartman                          | 4:40  |
| 6.  | A Love Bizarre                     | Prince, Sheila Escovedo                      | 4:24  |
| 7.  | Don't Mean Nothing                 | Richard Marx                                 | 5:09  |
| 8.  | She's Not There                    | Rod Argent                                   | 4:17  |
| 9.  | Yellow Submarine                   | John Lennon, Paul McCartney                  | 3:40  |
| 10. | Frankenstein                       | Edgar Winter                                 | 8:00  |
| 11. | Photograph                         | Richard Starkey, George Harrison             | 6:25  |
| 12. | Should've Known Better             | Richard Marx                                 | 4:02  |
| 13. | The Glamorous Life                 | Sheila Escovedo                              | 3:02  |
| 14. | I Wanna Be Your Man                | John Lennon, Paul McCartney                  | 3:26  |
| 15. | Rock Me Tonite                     | Billy Squier                                 | 6:20  |
| 16. | Hold Your Head Up                  | Rod Argent, Chris White                      | 3:52  |
| 17. | Act Naturally                      | Johnny Russell, Voni Morrison                | 3:00  |
| 18. | With a Little Help from My Friends | John Lennon, Paul McCartney                  | 5:49  |